# Gil McKinney

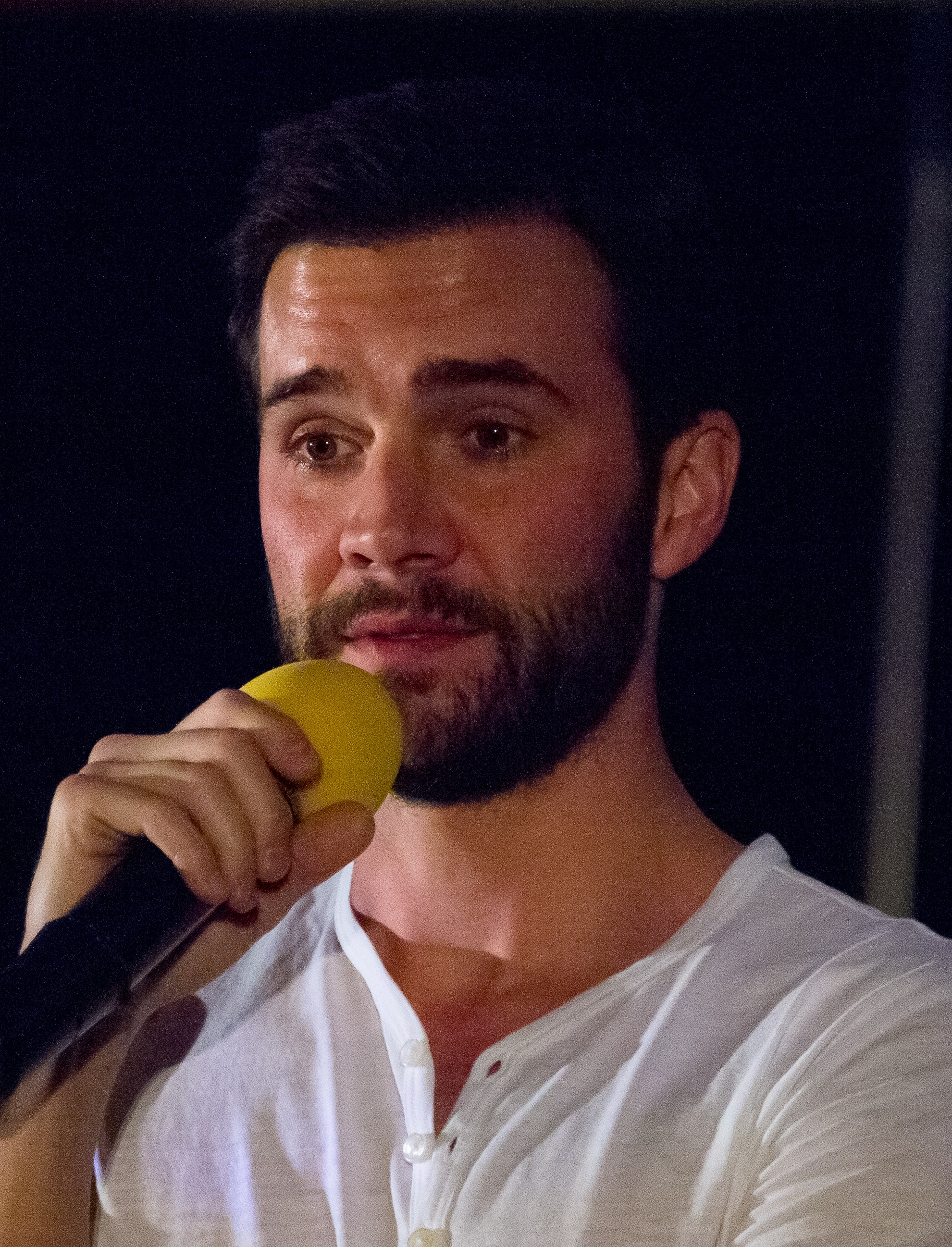
Gil McKinney, 2014

Mark Gilbert McKinney, beruflich bekannt als Gil McKinney (* 1979 in Houston) ist ein US-amerikanischer Schauspieler.

## Leben
Sein Debüt gab McKinney 2003 im Horrorfilm Jeepers Creepers 2. Er spielte die Statistenrolle eines Teammitglieds, das vom Creeper getötet wurde. Ein Jahr später trat er in der schwarzen Komödie Elvis Has Left the Building (2004) in der Rolle des jungen Elvis auf.
In der Serie Emergency Room – Die Notaufnahme spielte McKinney von 2007 bis 2009 die Rolle des Arztes Dr. Paul Grady. Zudem war er in der Hauptrolle des Films Der Fluch – The Grudge 3 (2009) sowie als Prinz Eric in einigen Folgen in der Serie Once Upon a Time – Es war einmal … zu sehen. Sein Schaffen für Film und vor allem Fernsehen umfasst mehr als 45 Produktionen.
Des Weiteren lieh er im Videospiel L.A. Noire der Figur Jack Kelso seine Stimme.